# Garam masala
Garam masala er en krydderblandning fra sydasien, der anvendes almindeligt i forbindelse med madlavning i Indien, Pakistan, Nepal og Bangladesh. Blandingen kan variere, men indeholder som regel sort peber, paprika, koriander, spidskommen, kardemomme, kanel, muskat og nellike.
Ordet kommer fra hindi, hvor garam betyder "varm" og masala betyder "krydderblanding". I ayurvedisk medicin antages det at garam masala hæver kropstemperaturen.